# Začasna padalska skupina (ZDA)
Začasna padalska skupina (izvirno angleško Provisional Parachute Group) je bila padalska enota Kopenske vojske Združenih držav Amerike.

## Zgodovina
Skupina je bila ustanovljena kot šolsko-izobraževalna enota, ki je zagotavljala usposabljanje novih padalcev, izdelavo učbenikov ter se ukvarjala z izdelavo novih bojnih padalskih doktrin. 
Enota je bila 21. marca 1942 preoblikovana v Zračnopristajalno poveljstvo.